# Ring of Red
Ring of Red (リング・オブ・レッド?) è un videogioco strategico a turni sviluppato nel 2000 da Konami per PlayStation 2.

## Trama
Ring of Red è ambientato in un mondo alternativo in cui, in seguito alla seconda guerra mondiale, il nord del Giappone è stato invaso dalle truppe sovietiche. Gli eventi del gioco prendono luogo negli anni 1960, dopo un conflitto continuo tra i comunisti, che hanno tentato di invadere il sud del paese, e il governo democratico aiutato dagli Alleati.
Nella localizzazione occidentale sono stati rimossi i riferimenti al nazismo e ai bombardamenti atomici di Hiroshima e Nagasaki.

## Modalità di gioco
Il videogioco presenta similarità con la serie Front Mission. Il giocatore dovrà controllare dei mecha chiamati "AFW" (acronimo per Armoured Fighting Walkers) in diciassette missioni.